# Heukakårsa
De Heukakårsa is een beek die stroomt binnen de Zweedse gemeente Kiruna. De beek ontstaat op de berghellingen van de Kuotavaara van circa 700 meter hoog. De rivier stroomt naar het noordoosten weg en krijgt nog water van tal van bergbeken. Ze gaat op in de Muljokjåkka
Afwatering: Heukakårsa → Muljokjåkka → Pulsurivier → Lainiorivier → Torne → Botnische Golf